# Pietro Aaron

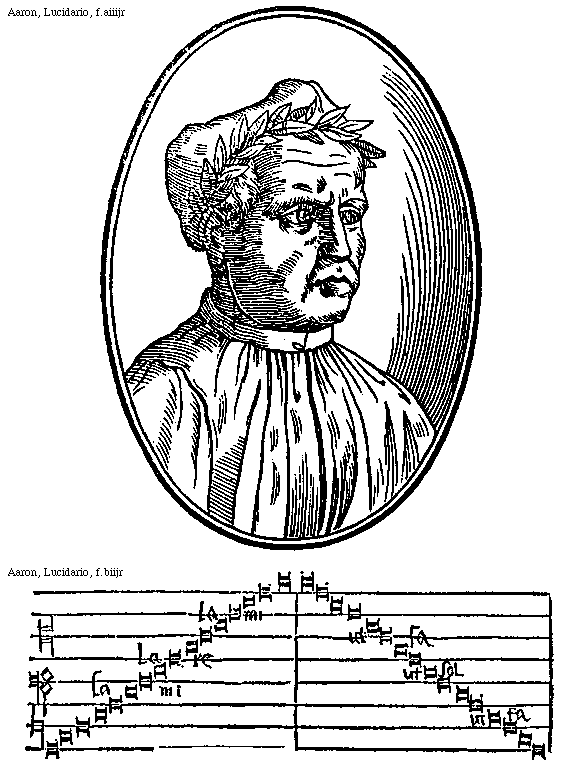
Pietro Aaron, Lucidario in musica, 1545.

Pietro Aaron, en ocasiones escrito como Pietro Aron (Florencia, 1490 - Venecia, 1545), fue un teórico musical y compositor italiano. Nació en Florencia y murió en Venecia, aunque otras fuentes aseguran que su vida finalizó en Bérgamo. Fue Hermano de la Orden de Jerusalén, maestro de coro, maestro de capilla, y un importante preceptor. Vivió en Roma, donde fundó una escuela de música que muy pronto tendría gran importancia, y más tarde se trasladó a Rímini, Bérgamo, Padua, y Venecia, respectivamente.

## Biografía
Poco se conoce acerca de la primera etapa de la vida de Aaron, excepto que fue de origen judío y que fue educado en Italia. Con respecto a la música, todo parece indicar que fue autodidacta. En sus escritos afirma que conocía personalmente a varios compositores de la talla de Jacob Obrecht, Josquin des Prés, o Heinrich Isaac entre otros, mientras se encontraba en Florencia; si esto es cierto, debería de haber sucedido entre los años 1480 y los años 1490. Entre 1515 y 1522 fue cantor en la catedral de Imola, convirtiéndose más tarde en sacerdote. En febrero de 1523 marchó hacia Venecia, fue cantor en la catedral de Rímini, y trabajó para Sebastiano Michiel, quien era Gran Prior de la Orden de Malta. En 1525 fue "maestro di casa" en una casa veneciana. Un año más tarde, después de la muerte de Michiel, se unió a un monasterio de Bérgamo, donde permaneció hasta su muerte.
Aaron mantuvo frecuentes discusiones por correspondencia con el teórico musical Giovanni Spataro, aunque solo se conservan las cartas de este último. Entre los temas que trataron en dichas cartas incluyen la composición, compositores de la época, la notación, y, especialmente, el uso de las alteraciones.
En sus escritos, Pietro Aaron siempre hacía referencia a sus propias composiciones, aunque solo se conserva una de ellas.

## Obra
La importancia de las obras de Pietro radica principalmente en el correcto uso del contrapunto en sus tratados, los cuales se caracterizan por una gran claridad de escritura. Además, fue pionero en utilizar en sus tratados el italiano en contraposición del latín, en una época donde prácticamente la totalidad de los escritos académicos estaban redactados en este idioma. Estas características ya son notables en su primer tratado, De institutione harmonica, y en su segundo tratado, Thoscanello de la musica (más tarde renombrado Toscanello in musica) fue el primero en observar el cambio de la escritura lineal a la vertical: en este período los compositores comenzaban a ser conscientes de los acordes y del flujo de la armonía, y Aaron incluyó tablas de acordes a cuatro voces, iniciándose una tendencia de la que resultarían las tonalidades a comienzos del siglo XVII. Se ocupó también de los temperamentos de los instrumentos de teclado, así como del uso de los modos musicales, de las cadencias a cuatro voces, y de la notación de las alteraciones.

## Publicaciones
- Wikisource en latín contiene una copia de Libri tres de institutione harmonica.
- Libri tres de Institutione harmonica (Bolonia, 1516)
- Thoscanello de la Musica (Venecia, 1523, reescrito más tarde con el nombre de Toscanello in musica)
- Trattato della natura et cognitione di tutti gli tuoni di canto figurato (Venecia, 1525)
- Lucidario in musica di alcune oppenioni antiche et moderne con le loro oppositione & resolutioni (Venecia, 1545)
- Compendiolo di molti dubbi, segreti et sentenze intorno al canto fermo et figurato (Milán, póstumo)